# Лін Юе-хан
Лін Юе-хан (кит.: 林約翰; нар. 16 лютого 1993, Тайбей, Тайвань) — тайваньський футболіст, захисник національної збірної Тайваню.

## Життєпис
Лін Юе-хан уродженцем округу Хуалянь, корінний житель Тайваню, має змішане походження Атаял і Труку. і має коріння як Атаял, так і Тароко. У 9-річному віці приєднався до футбольної команди початкової школи, щоб показати свій футбольний талант.
Під час навчання в середній школі вступив до місцевої середньої футбольної школи Хуаляня «Мейлун». Після закінчення середньої школи вступив до Національної передової сільськогосподарської професійної школи Хуаляня, яка також є відомою футбольною школою Тайваню, і приєднався до шкільної футбольної команди. Згодом став капітаном футбольної команди ХАСУС ТСУ.
Закінчив Старшу футбольну школу в 1999 році та вступив до Національного спортивного університету Тайваню, де отримав досвід гри у футболі.
У жовтні 2015 року представляв округ Хуалянь на змаганнях з чоловічого футболу на Національних іграх 2015 року, які проводилися містом Гаосюн, на яких допоміг команді виграти бронзові нагороди.

## Клубна кар'єра
У 2013 році підписав контракт з «Бейцзін Баши» з Першої ліги Китаю, але приєднався до резервної команди. Зрештою втратив місце й у резервній команді та вирішив залишити китайський клуб та повернутися на Тайвань, щоб продовжити навчання в Національному спортивному університеті Тайваню.
У 2014 році ненадовго приєднався до футбольної команди «Тайпавер». 18 серпня 2014 року на Кубку національного спортивного агентства з футзалу, у футболці відзхначився голом у воротах другої команду Університету Шаньмін Чуан, завдяки чому допоміг команді перемогти у фіналі з рахунком 3:2 та виграти трофей.
Після закінчення Тайванського національного спортивного університету в 2015 році приєднався до НСТК через необхідність проходження військової служби.

## Кар'єра в збірній
Виступав за юнацькі збірні Китайського Тайбею U-18 та U-19. Напередодні старту першого раунду азійської відбіркового кваліфікації чемпіонату світу 2018 року взяв участь у тренувальному зборі національної збірної в Національному тренувальному центрі Дзюїн у Гаосюні. Проте незабаром після цього отримав виклик до олімпійської збірної Китайського Тайбею (U-23), у складі якої виступав у кваліфікації чемпіонату Азії (U-23) 2016 року. Однак на груповому етапі команда посіла 3-тє місце й не змогла пробитися до фінальної частини турніру.
У футболці національної збірної Китайського Тайбею дебютував 3 вересня 2015 року в виїзному поєдинку другого раунду азійської кваліфікації чемпіонату світу 2018 року проти Іраку.

## Статистика виступів

### У збірній
| Олімпійська збірна Китайського Тайбею (U-23) | Олімпійська збірна Китайського Тайбею (U-23) | Олімпійська збірна Китайського Тайбею (U-23) | Олімпійська збірна Китайського Тайбею (U-23) |
| Рік                                          | Матчі                                        | Голи                                         |                                              |
| -------------------------------------------- | -------------------------------------------- | -------------------------------------------- | -------------------------------------------- |
| 2015                                         | 3                                            | 0                                            |                                              |
| Загалом                                      | 3                                            | 0                                            |                                              |
| Останнє оновлення 27 жовтня 2015 року        |                                              |                                              |                                              |

| Китайський Тайбей                      | Китайський Тайбей | Китайський Тайбей | Китайський Тайбей |
| Рік                                    | Матчі             | Голи              |                   |
| -------------------------------------- | ----------------- | ----------------- | ----------------- |
| 2013                                   | 1                 | 0                 |                   |
| 2014                                   | 0                 | 0                 |                   |
| 2015                                   | 1                 | 0                 |                   |
| 2016                                   | 2                 | 0                 |                   |
| 2017                                   | 2                 | 0                 |                   |
| 2019                                   | 1                 | 0                 |                   |
| Загалом                                | 7                 | 0                 |                   |
| Останнє оновлення 24 березня 2019 року |                   |                   |                   |

## Досягнення

### Клубні
«Тайпавер»
- Чемпіонат Тайваню з футзалу
  -  Чемпіон (1): 2014[6]